# Zwarte woestijn

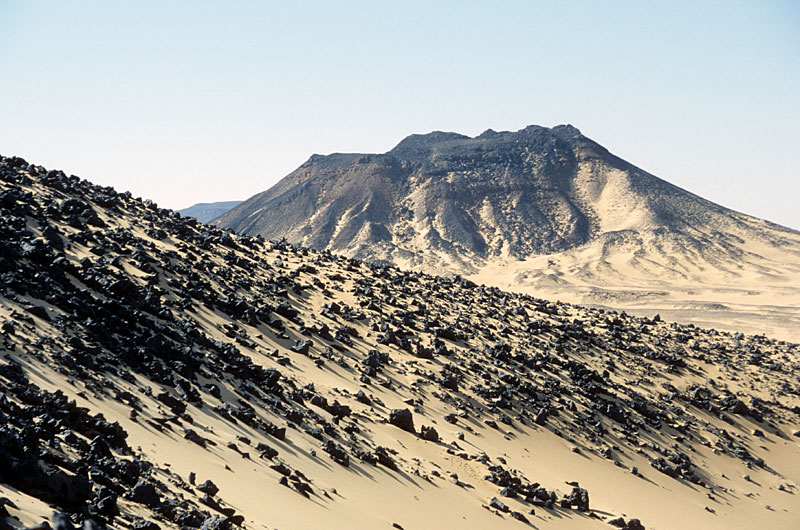
de Zwarte woestijn

De Zwarte woestijn is een deel van de Westelijke Woestijn in Egypte. Deze woestijn heeft zijn naam te danken aan de zwarte punten op de heuvels. Dat zwart is as van een uitgebarsten vulkaan. Het as bestaat ook voornamelijk uit kalksteen. Het is ook een beroemde toeristen attractie. Gilf Kebir is een van de bergplateaus en is van vergelijkbare grootte als Zwitserland. Er zijn vijf oases (waarvan een door de mens gemaakt). 